# Rada dětí a mládeže kraje Vysočina
Rada dětí a mládeže kraje Vysočina (RDMKV) je zapsaný spolek v Česku.

## Historie
Rada vznikla v kraji Vysočina v roce 2001 jako koordinátor činnosti neziskových organizací pracujících s dětmi a mládeží. Rada působí jako prostředník pro komunikaci orgánů státní správy s neziskovými organizacemi a dále jako prostředek k zajištění přísunu informací všem členům i zájemcům z řad veřejnosti.
RDMKV sdružuje takřka třicet členských organizací které působí v Jihlavě, Třebíči, Havlíčkově Brodě a dalších městech kraje Vysočina a mino jiné organizuje ocenění Třebíčské srdíčko.